# I'm Not a Girl, Not Yet a Woman
I'm Not a Girl, Not Yet a Woman è un singolo della cantante statunitense Britney Spears, pubblicato il 18 febbraio 2002 come terzo estratto dal secondo album in studio Britney.
La canzone fu conosciuta come la sigla del ciclo di film Grande Cinema, andata in onda su 7 Gold dal 2004 al 2017.

## Descrizione
La canzone è stata scritta da Max Martin, dalla cantante inglese Dido e Rami, oltre che anche prodotta da questi ultimi due. Spears ha proposto la canzone dal vivo come ospite al Festival di Sanremo 2002.

## Video musicale
Diretto da Wayne Isham (che sarà regista anche di Piece of Me del 2007), il video di I'm Not a Girl, Not Yet a Woman è stato girato nel Antelope Canyon in Arizona e si è aggiudicato il premio come "Miglior video internazionale" in Giappone.
Esistono due versioni di questo video. Il primo, relativo alla canzone nella sua versione originale, vede Spears sulla vetta di una montagna, e nel suo burrone, cantare con delicatezza o mentre osserva il cielo, da seduta o da alzata; oppure nelle viscere del monte, dove s'aggira toccandone le pareti rugose. La seconda versione, uscita per promuovere il film Crossroads - Le strade della vita, contiene anche numerosi spezzoni del film.
MADtv ha girato una parodia del video chiamata I'm Not a Child, mandata in onda tra l'altro sul canale Fox della piattaforma Sky. Spears è interpretata da Jill Michelle Meleán, che compie varie allusioni all'amore e ad atteggiamenti arditi e audaci, con molte risate registrate da sottofondo, mentre lei stessa canta la propria parte.
Il 28 maggio 2019 il video ha raggiunto cento milioni di visualizzazioni su YouTube.

## Tracce
CD singolo UK
1. I'm Not a Girl, Not Yet a Woman — 3:51
2. I'm Not a Girl, Not Yet a Woman [Spanish Fly Radio Edit] — 3:28
3. I Run Away — 4:04

12" promo UK
Lato A
1. I'm Not a Girl, Not Yet a Woman [Spanish Fly Club Mix] — 6:01
2. I'm Not a Girl, Not Yet a Woman [Spanish Fly Remix Radio Edit] — 3:

Lato B
1. I'm Not a Girl, Not Yet a Woman [Chocolate Puma Remix] — 7:38
2. I'm Not a Girl, Not Yet a Woman — 3:51

CD promo USA
1. I'm Not a Girl, Not Yet a Woman — 3:51
2. I'm Not a Girl, Not Yet a Woman [Call-Out Research Hook] — 0:13

CD singolo Australia/Europa
1. I'm Not a Girl, Not Yet a Woman — 3:51
2. I'm Not a Girl, Not Yet a Woman [Spanish Fly Radio Edit] — 3:28
3. I'm Not a Girl, Not Yet a Woman [Chocolate Puma Dub] — 7:38
4. I Run Away — 4:04
5. Enhanced With Overprotected Video & Crossroads USA Movie Trailer

CD singolo Europa
1. I'm Not a Girl, Not Yet a Woman — 3:51
2. I Run Away — 4:04

DVD singolo Giappone
1. I'm Not a Girl, Not Yet a Woman (Video: Crossroads Version)
2. Live from Las Vegas (Medley Video)
3. Crossroads (Japan Movie Trailer Video)

### Remix ufficiali
- Instrumental
- Chocolate Puma Remix
- Chocolate Puma Dub
- Spanish Fly Remix
- Spanish Fly Dub
- Spanish Fly Remix Radio Edit
- Spanish Fly Remix Radio Edit - Vox Up 1 dB
- 2002 DT Christmas Express Mix
- 2002 DT Christmas Express Mix Instrumental
- Metro Remix
- Metro Remix Radio Edit

## Classifiche
| Classifica (2002) | Posizione massima |
| ----------------- | ----------------- |
| Australia         | 7                 |
| Austria           | 3                 |
| Belgio (Fiandre)  | 22                |
| Belgio (Vallonia) | 26                |
| Canada            | 57                |
| Danimarca         | 11                |
| Francia           | 25                |
| Finlandia         | 16                |
| Germania          | 10                |
| Giappone          | 1                 |
| Irlanda           | 3                 |
| Italia            | 16                |
| Nuova Zelanda     | 40                |
| Paesi Bassi       | 9                 |
| Romania           | 21                |
| Regno Unito       | 2                 |
| Spagna            | 16                |
| Stati Uniti       | 102               |
| Svezia            | 4                 |
| Svizzera          | 16                |